# كريس داوسون
كريس داوسون (بالإنجليزية: Chris Dawson)‏ (2 سبتمبر 1994 في المملكة المتحدة - ) هو لاعب كرة قدم بريطاني في مركز الوسط. شارك مع منتخب ويلز تحت 21 سنة لكرة القدم. أما مع النوادي، فقد لعب مع ليدز يونايتد ونادي روذرهام يونايتد.

## وصلات خارجية
- كريس داوسون على موقع قاعدة بيانات كرة القدم.إي يو (الإنجليزية)
- كريس داوسون على موقع Soccerbase.com (لاعب) (الإنجليزية)
- كريس داوسون على موقع Soccerway.com (الإنجليزية)
- كريس داوسون على موقع عالم كرة القدم.نت (الإنجليزية)
- كريس داوسون على موقع GSA (الإنجليزية)